# Globulation 2
Globulation 2 je realtimová strategie, lišící se od ostatním svým pojetím ovládání jednotek, řešeným automatickým seskupováním jednotek k jednotlivým úlohám.

## Hratelnost
Hráč přiřazuje jednotlivým úkolům počet jednotek, čímž ovlivňuje třeba rychlost stavby, nebo sílu jednotky. Ve hře je zastoupena pouze jedna rasa - globulové, se třemi typy jednotek - pracovník, bojovník a průzkumník.